# Janez Lenarčič
Pour les articles homonymes, voir Lenarčič.
Janez Lenarčič, né le 6 novembre 1967 à Ljubljana, est un diplomate slovène, ancien ambassadeur de la Slovénie auprès de l'Union européenne et commissaire européen à la Gestion des crises de 2019 à 2024.
Il est notamment ambassadeur auprès de l'OSCE, secrétaire de la mission permanente des Nations unies en Slovénie et conseiller diplomatique du Premier ministre.
À la suite des élections européennes de 2019, le gouvernement propose le nom de Janez Lenarčič au poste de prochain commissaire européen du pays,

## Biographie
Janez Lenarčič est né à Ljubljana le 6 novembre 1967 et a obtenu son diplôme de droit international à Ljubljana en 1992 pour commencer à travailler comme attaché pour le ministère des Affaires étrangères la même année,. Il parle anglais, français et serbe.
Entre 1994 et 1999, il travaille à New-York pour la mission permanente de la Slovénie auprès de l'ONU, en tant que troisième puis premier secrétaire. Il est alors aussi un des représentants suppléants de la Slovénie au Conseil de sécurité des Nations unies.
En 2000, il devient conseiller du ministre des Affaires étrangères Dimitrij Rupel et, l'année suivante, il est conseiller diplomatique du Premier ministre Janez Drnovšek.
En 2002 et 2003, Janez Lenarčič exerce les fonctions de secrétaire d'État au bureau du Premier ministre. En 2003, il est nommé chef de la mission slovène auprès de l'Organisation pour la sécurité et la coopération en Europe (OSCE). Pendant la présidence slovène de l'OSCE en 2005, il dirige le conseil permanent de l'organisation
En 2006, il est nommé secrétaire d'État aux Affaires européennes. Il sert également lors de la première présidence slovène de l'UE en 2008, sous le gouvernement de centre-droit de Janez Janša. Il est le chef du groupe de travail chargé de préparer la présidence slovène de l'UE.
En juillet 2008, il est nommé directeur du Bureau des institutions démocratiques et des droits de l'homme de l'OSCEet ce pendant trois mandat avec une fin en mai 2011.
En septembre 2014, Janez Lenarčič devient secrétaire d'État au bureau de l'ancien Premier ministre Miro Cerar, où il est responsable des affaires étrangères et européennes. Il sert sous le gouvernement jusqu'en juillet 2016, date à laquelle il est représentant permanent de la Slovénie auprès de l'UE.

## Distinctions
- officier de la Légion d'honneur française en 2008
- officier de l'Ordre du Mérite polonais en 2014